# Hideo Yokoyama
Hideo Yokoyama (* 17. Januar 1957 in Tokio) ist einer der erfolgreichsten Kriminalautoren Japans.

## Leben
Nach zwölf Jahren als investigativer Journalist begann er Kurzgeschichten und Kriminalromane zu schreiben. Seine Bücher wurden u. a. ins Englische, Deutsche und Niederländische übersetzt und mit zahlreichen Preisen ausgezeichnet. Sein erfolgreichster Roman 64, an dem er zehn Jahre geschrieben hatte, verkaufte sich bis 2018 1,5 Millionen Mal, stand auf Platz 1 der japanischen Bestsellerliste, wurde als bester japanischer Kriminalroman des Jahres 2013 ausgezeichnet und u. a. ins Englische und Deutsche übersetzt. Yokoyama ist verheiratet und lebt mit seiner Frau in der japanischen Präfektur Gunma.

## Werke in englischer oder deutscher Übersetzung
- 64 Rokuyon
  - englische Übersetzung: Six Four, Quercus, 2016
  - deutsche Übersetzung: 64, Atrium Verlag, Zürich 2018
- Kuraimāzu hai [Kletterers Höhe]
  - englische Übersetzung: Seventeen, riverrun, 2018
- Kage no Kisetsu
  - englische Übersetzung: Prefecture D, Quercus, 2019
  - deutsche Übersetzung: 2, Atrium Verlag, Zürich 2019
- Han'ochi
  - deutsche Übersetzung: 50, Atrium Verlag, Zürich 2020

## Auszeichnungen
Japanische Auszeichnungen
- 1998 – Matsumoto Seichō Preis: "Kage no Kisetsu" (Jahreszeit der Schatten)
- 2000 – Mystery Writers of Japan Award for Best Short Story: "Motive"
- 2003 – Beste japanische Kriminalliteratur des Jahres (Kono Mystery ga Sugoi! 2003): Han'ochi (Half a Confession)
- 2005 – Nominiert für den Honkaku Mystery Award for Best Fiction: Rinjō (Initial Response)
- 2013 – Beste japanische Kriminalliteratur des Jahres (Kono Mystery ga Sugoi! 2013): Six Four

Auszeichnung in Deutschland
- Deutscher Krimi Preis, International: 1. Preis 2019[2]

Britische Auszeichnung
- 2016 – Shortlisted for the CWA International Dagger: Six Four[3]